# Jawor Christow
Jawor Wasiliew Christow (ur. 25 marca 1976) – bułgarski łucznik, halowy mistrz świata. Startuje w konkurencji łuków klasycznych.
Największym jego osiągnięciem jest halowe mistrzostwo świata w 2009 roku w Rzeszowie indywidualnie.